# Reuben Droughns
Reuben Droughns (født 21. august 1978 i Chicago, Illinois, USA) er en tidligere amerikansk footballspiller, der spillede i NFL som running back. Droughns kom ind i ligaen i år 2000 og spillede gennem karrieren for blandt andet New York Giants og Detroit Lions.
Droughns var i sin første sæson i klubben en del af det New York Giants-hold, der i 2008 overraskende vandt Super Bowl XLII efter sejr over New England Patriots.

## Klubber
- Detroit Lions (2000–2001)
- Denver Broncos (2002–2004)
- Cleveland Browns (2005–2006)
- New York Giants (2007–2008)